# Mytilus chilensis
El chorito, choro, quilmahue o mejillón (Mytilus chilensis, Hupé 1854) es una especie de molusco bivalvo filtrador de la familia Mytilidae. El chorito se distribuye en el Pacífico desde Callao (Perú) al canal Beagle (Chile y Argentina), y en el Atlántico, desde el sur de Brasil hasta las cercanías del canal Beagle, incluyendo también las islas Malvinas. Su distribución batimétrica, va desde el sector rocoso del intermareal hasta los 10 m de profundidad.
Esta especie es una de las más relevantes en la acuicultura en Chile. La acuicultura se define como el cultivo de organismos acuáticos en áreas continentales o costeras, que implica por un lado la intervención en el proceso de crianza para mejorar la producción y por el otro la propiedad individual o empresarial del stock cultivado.

## Descripción externa
Es un molusco bivalvo de alrededor de 7 cm de largo y 3 de ancho, cuyas valvas se distinguen por presentar solo estrías concéntricas de crecimiento y estar recubiertas por un perióstraco de color pardo-negruzco a violáceo. El manto es de color amarillo anaranjado.

## Biología
Mytilus chilensis es una especie gonocórica (con sexos separados) con fecundación externa. Al examinar las valvas de carbonato de calcio (CaCO3) no se observa dimorfismo sexual externo. No obstante al analizar un ejemplar y separar ambas valvas, el macho presenta un aspecto de color amarillento, principalmente de la gónada. En tanto en la hembra, la gónada se caracteriza por un color crema anaranjado. Posee fecundación externa y larva trocófora, la cual posteriormente se transforma en velígera (24-48 h), que se caracteriza por presentar concha y velo con el que se moviliza y mediante el cual captura partículas alimentarias de la columna de agua. Transcurridos 30-40 días en la columna de agua, la larva desciende al bentos y a través de una estructura denominada "pie" genera un elemento de fijación filamentoso llamado biso, con el que se adhiere firmemente al sustrato, donde posteriormente ocurre la metamorfosis, que es un cambio de forma a un "adulto pequeño" llamado juvenil.
Los desoves (emisión de sus gametos a la columna de agua) principalmente ocurren en primavera-verano como casi sucede en todos los invertebrados marinos. Sin embargo, recientemente se describió en una población de choritos en la bahía Yal (archipiélago de Chiloé) un fuerte desove en enero, pero además desoves entre marzo y junio que coincide con la disminución de las temperaturas del agua. Esta información es importante en el medio acuícola ya que los desoves son los reguladores de la captación de semilla anual, que abastecen los centros de engorda en las diversas empresas mitilicultoras.

## Alimentación humana

### En el pasado prehistórico
Los mejillones fueron una de las principales especies de moluscos consumidas por las poblaciones cazadoras recolectoras de la Patagonia argentina, junto con las cholgas (Aulacomya atra) y las lapas (Nacella magellanica). Esto se evidencia por la gran cantidad de sitios arqueológicos de tipo concheros que se encuentran a lo largo de, prácticamente, toda la costa patagónica. En algunos lugares habrían sido el principal molusco aprovechado para consumo. También se empleó su carne en las costas atlánticas y, del canal Beagle de Tierra del Fuego. Su presencia en estos sitios es por la práctica del marisqueo en las costas cercanas y su descarte en torno a los lugares de vivienda.
También se han registrado algunas conchas enteras, o con evidencias de modificaciones antrópicas, en varios sitios arqueológicos del interior de las provincias de Neuquén y Santa Cruz.

### En la actualidad
Forma parte de los alimentos típicos de Chile, principalmente de la gastronomía de Chiloé, destinada a platos como el curanto, paila marina, choritos al vapor, arroz con choritos, choritos a la parmesana, choritos al pil pil, etc. Su símil como recurso alimenticio en Europa y China en la especie Mytilus galloprovincialis (mejillón del Mediterráneo), que se ha encontrado en la Región del Biobío. Existen también importantes evidencias de su consumo prehistórico en la costa patagónica de Argentina, y es, junto con las lapas (Nacella magellanica), una de las especies más explotadas con fines alimenticios.

## Acuicultura extensiva
Los primeros cultivos de los moluscos bivalvos en Chile fueron los de Mytilus chilensis, choro zapato (Choromytilus chorus)  y cholga (Aulacomya atra) y se remontan a la década de 1960. Se realizaban como cultivos de fondo o en estacas. Entre tanto, la ostra chilena y el ostión del norte (Argopecten purpuratus) inicialmente también se producía como cultivo de fondo con afanes de repoblación en su período de sobreexplotación. El cultivo de choritos se realiza en ecosistemas marinos y estuarinos, con estructuras flotantes conocidas como long-line, y obteniéndose la semilla por medio de la captación desde bancos naturales. Prácticamente toda la producción se lleva a cabo en la Región de Los Lagos, principalmente en los canales del mar interior de Chiloé y en menor medida en el archipiélago de Calbuco. Lo cosechado, tanto en bancos naturales como en centros de cultivo, se destina principalmente a la producción de congelados y conservas y en menor medida al consumo en fresco y otros usos. Es un bivalvo económicamente importante en el sur de Chile, principalmente porque los desembarques de choritos se han incrementado desde 3864 ton en 1993 hasta los 221 876 ton en el 2010. Más del 96 % de las cosechas anuales provienen de la mitilicultura y no de la extracción.

## Veda biológica
Este recurso en Chile tiene una veda biológica dictada en 1984 que tiene como objetivo la no extracción de individuos. Comprende geográficamente todas las regiones chilenas donde habita. La fecha de veda es desde el 1 de noviembre hasta el 31 de diciembre, sin embargo, estudios recientes ponen a prueba la veracidad biológica de esta promulgación, basándose principalmente en una maduración más temprana de los individuos. Dec. Ex. N.º 983-2016 se suspende veda biológica del M. chilensis, X región.